# 1a etapa del Tour de França de 2014
La 1a etapa del Tour de França de 2014 es disputà el dissabte 5 de juliol de 2014 sobre un recorregut de 190,5 km entre les ciutats angleses de Leeds i Harrogate.
La victòria fou per l'alemany Marcel Kittel (Giant-Shimano), que s'imposà a l'esprint de Harrogate a l'eslovac Peter Sagan (Cannondale) i al lituà Ramūnas Navardauskas (Garmin-Sharp). El final de l'etapa quedà marcat per una caiguda en què es va veure implicat, entre d'altres, un dels grans favorits a la victòria d'etapa, el britànic Mark Cavendish (Omega Pharma-Quick Step), el qual posteriorment hagué de traslladar-se a un hospital proper per passar diversos reconeixements mèdics.

## Recorregut
Etapa bàsicament plana a través dels comtats de West Yorkshire i North Yorkshire i sols tres petites cotes a superar en la part central de l'etapa, la cota de Cray (km 68) de 4a categoria i les cotes de Buttertubs i Griton Moor (km 103,5 i 129,5), de 3a categoria. L'únic esprint del dia es disputarà a Newbiggin, al quilòmetre 77 d'etapa.

## Desenvolupament de l'etapa
Etapa disputada sota l'atenta mirada de milions de persones que abarrotaven gairebé tots els espais del recorregut, i en què fins i tot els ducs de Cambridge, Guillem i Caterina, i el príncep Enric es van acostar a saludar als ciclistes. Jens Voigt (Trek Factory Racing), Nicolas Edet (Cofidis) i Benoît Jarrier (Bretagne-Séché Environnement) van protagonitzar la primera escapada de la present edició només prendre's la sortida real. La diferència augmentà ràpidament fins als tres minuts. La primera cota de muntanya d'aquesta edició fou coronada en primera posició per Jarrier, però poc després Voigt va atacar en passar per l'esprint intermedi del dia i deixà enrere els seus dos companys d'escapada. La diferència de Voigt s'incrementà fins als 5 minuts al pas per l'avituallament, però a partir d'aleshores s'anà reduint fins a ser neutralitzat pel gran grup poc després d'haver superat el darrer coll del dia en primera posició i assegurar-se així el liderat de la muntanya. El Lotto-Belisol, Cannondale i Omega Pharma-Quick Step passaren a controlar el gran grup a l'espera de la disputa de l'esprint final. Fabian Cancellara (Trek Factory Racing) va intentar un atac en solitari aprofitant una petita pujada a poc més d'un quilòmetre, però fou reduït poc després. En la disputa de l'esprint final Mark Cavendish (Omega Pharma-Quick Step) va provocar una caiguda, en què també es va veure implicat, entre d'altres, Simon Gerrans (Orica-GreenEDGE), amb la qual cosa el grup quedà trencat. Finalment Marcel Kittel (Giant-Shimano) va demostrar ser el més ràpid, per davant Peter Sagan (Cannondale) i Ramūnas Navardauskas (Garmin-Sharp). Amb aquesta victòria Kittel passava a encapçalar la cursa i la classificació dels punts, mentre que cap dels principals favorits a la victòria final perdia temps.

## Resultats

### Classificació de l'etapa
|     | Ciclista                   | Equip                   | Temps      |
| --- | -------------------------- | ----------------------- | ---------- |
| 1r  | Marcel Kittel (GER)        | Giant-Shimano           | 4h 44' 07" |
| 2n  | Peter Sagan (SVK)          | Cannondale              | m. t.      |
| 3r  | Ramūnas Navardauskas (LTU) | Garmin-Sharp            | m. t.      |
| 4t  | Bryan Coquard (FRA)        | Team Europcar           | m. t.      |
| 5è  | Michael Rogers (AUS)       | Team Tinkoff-Saxo       | m. t.      |
| 6è  | Christopher Froome (GBR)   | Team Sky                | m. t.      |
| 7è  | Alexander Kristoff (NOR)   | Team Katusha            | m. t.      |
| 8è  | Sep Vanmarcke (BEL)        | Belkin Pro Cycling Team | m. t.      |
| 9è  | José Joaquín Rojas (ESP)   | Movistar Team           | m. t.      |
| 10è | Michael Albasini (SUI)     | Orica-GreenEDGE         | m. t.      |

### Punts atribuïts
| 1r  | Jens Voigt (GER)          | Trek Factory Racing          | 20 pts |
| 2n  | Nicolas Edet (FRA)        | Cofidis                      | 17 pts |
| 3r  | Benoît Jarrier (FRA)      | Bretagne-Séché Environnement | 15 pts |
| 4t  | Bryan Coquard (FRA)       | Team Europcar                | 13 pts |
| 5è  | André Greipel (GER)       | Lotto-Belisol                | 11 pts |
| 6è  | Peter Sagan (SVK)         | Cannondale                   | 10 pts |
| 7è  | Mark Cavendish (GBR)      | Omega Pharma-Quick Step      | 9 pts  |
| 8è  | Kévin Réza (FRA)          | Team Europcar                | 8 pts  |
| 9è  | Alessandro Petacchi (ITA) | Omega Pharma-Quick Step      | 7 pts  |
| 10è | Maciej Bodnar (POL)       | Cannondale                   | 6 pts  |
| 11è | Elia Viviani (ITA)        | Cannondale                   | 5 pts  |
| 12è | Fabio Sabatini (ITA)      | Cannondale                   | 4 pts  |
| 13è | Jürgen Roelandts (BEL)    | Lotto-Belisol                | 3 pts  |
| 14è | Gregory Henderson (NZL)   | Lotto-Belisol                | 2 pts  |
| 15è | Lars Ytting Bak (DEN)     | Lotto-Belisol                | 1 pt   |

| 1r  | Marcel Kittel (GER)        | Giant-Shimano           | 45 pts |
| 2n  | Peter Sagan (SVK)          | Cannondale              | 35 pts |
| 3r  | Ramūnas Navardauskas (LTU) | Garmin-Sharp            | 30 pts |
| 4t  | Bryan Coquard (FRA)        | Team Europcar           | 26 pts |
| 5è  | Michael Rogers (AUS)       | Team Tinkoff-Saxo       | 22 pts |
| 6è  | Christopher Froome (GBR)   | Team Sky                | 20 pts |
| 7è  | Alexander Kristoff (NOR)   | Team Katusha            | 18 pts |
| 8è  | Sep Vanmarcke (BEL)        | Belkin Pro Cycling Team | 16 pts |
| 9è  | José Joaquín Rojas (ESP)   | Movistar Team           | 14 pts |
| 10è | Michael Albasini (SUI)     | Orica-GreenEDGE         | 12 pts |
| 11è | Fabian Cancellara (SUI)    | Trek Factory Racing     | 10 pts |
| 12è | Paul Voss (GER)            | NetApp-Endura           | 8 pts  |
| 13è | Greg Van Avermaet (BEL)    | BMC Racing Team         | 6 pts  |
| 14è | Martin Elmiger (SUI)       | IAM Cycling             | 4 pts  |
| 15è | Samuel Dumoulin (FRA)      | AG2R La Mondiale        | 2 pt   |

### Colls i cotes
| 1r | Benoît Jarrier (FRA) | Bretagne-Séché Environnement | 1 pt |

| 1r | Jens Voigt (GER)   | Trek Factory Racing | 2 pts |
| 2n | Nicolas Edet (FRA) | Cofidis             | 1 pt  |

- 3. Cota de Griton Moor. 383m. 3a categoria (km 129,5) (3,0 km al 6,6%)

| 1r | Jens Voigt (GER)      | Trek Factory Racing | 2 pts |
| 2n | Lars Ytting Bak (DEN) | Lotto-Belisol       | 1 pt  |

## Classificacions a la fi de l'etapa

### Classificació general
|     | Ciclista                   | Equip                   | Temps      |
| --- | -------------------------- | ----------------------- | ---------- |
| 1r  | Marcel Kittel (GER)        | Giant-Shimano           | 4h 44' 07" |
| 2n  | Peter Sagan (SVK)          | Cannondale              | m. t.      |
| 3r  | Ramūnas Navardauskas (LTU) | Garmin-Sharp            | m. t.      |
| 4t  | Bryan Coquard (FRA)        | Team Europcar           | m. t.      |
| 5è  | Michael Rogers (AUS)       | Team Tinkoff-Saxo       | m. t.      |
| 6è  | Christopher Froome (GBR)   | Team Sky                | m. t.      |
| 7è  | Alexander Kristoff (NOR)   | Team Katusha            | m. t.      |
| 8è  | Sep Vanmarcke (BEL)        | Belkin Pro Cycling Team | m. t.      |
| 9è  | José Joaquín Rojas (ESP)   | Movistar Team           | m. t.      |
| 10è | Michael Albasini (SUI)     | Orica-GreenEDGE         | m. t.      |

### Classificació per punts
|    | Ciclista            | Equip         | Punts  |
| -- | ------------------- | ------------- | ------ |
| 1r | Marcel Kittel (GER) | Giant-Shimano | 45 pts |
| 2n | Peter Sagan (SVK)   | Cannondale    | 45 pts |
| 3r | Bryan Coquard (FRA) | Team Europcar | 39 pts |

### Classificació de la muntanya
|    | Ciclista             | Equip                        | Punts |
| -- | -------------------- | ---------------------------- | ----- |
| 1r | Jens Voigt (GER)     | Trek Factory Racing          | 4 pts |
| 2n | Benoît Jarrier (FRA) | Bretagne-Séché Environnement | 1 pt  |
| 3r | Nicolas Edet (FRA)   | Cofidis                      | 1 pt  |

### Classificació del millor jove
|    | Ciclista                | Equip                        | Temps      |
| -- | ----------------------- | ---------------------------- | ---------- |
| 1r | Peter Sagan (SVK)       | Cannondale                   | 4h 44' 07" |
| 2n | Bryan Coquard (FRA)     | Team Europcar                | m. t.      |
| 3r | Anthony Delaplace (FRA) | Bretagne-Séché Environnement | m. t.      |

### Classificació per equips
|    | Equip                   | Temps       |
| -- | ----------------------- | ----------- |
| 1r | Team Sky                | 14h 12' 21" |
| 2n | NetApp-Endura           | m. t.       |
| 3r | Belkin Pro Cycling Team | m. t.       |

## Abandonaments
No es produí cap abandonament durant l'etapa.